# Hikari Takagi
Hikari Takagi (født 21. maj 1993) er en japansk fodboldspiller. Hun er medlem af Japans kvindefodboldlandshold.

## Japans fodboldlandshold
| Japans landshold | Japans landshold | Japans landshold |
| År               | Kmp              | Mål              |
| ---------------- | ---------------- | ---------------- |
| 2016             | 1                | 0                |
| 2017             | 12               | 0                |
| 2018             | 6                | 1                |
| Total            | 19               | 1                |